# 요셀프
요셀프(Yoself)는 대한민국의 래퍼다.

## 방송
- 드랍더비트 (2022) - Top48(36위)

## 음반
- 틀린지 (2022)
- 성수동 = ? (2023)
- 아파 (2023)